# Чёрное солнце (оккультный символ)

«Чёрное солнце»

«Чёрное солнце» (нем. Schwarze Sonne), может именоваться также «солнечное колесо» (нем. Sonnenrad, англ. sunwheel) — нацистский эзотерический символ, разновидность солнечного колеса, использовавшийся в нацистской Германии, а затем в неонацизме. В контексте ультраправой культуры — один из символов ненависти.
Состоит из двенадцати радиальных рун зиг, похожих на символы, используемые на эмблеме СС. Имеет исторические прототипы, но современный символ впервые появился в нацистской Германии как элемент дизайна замка в Вевельсбурге, реконструированного и расширенного главой СС Генрихом Гиммлером, который намеревался сделать замок центром СС. Остаётся неизвестным, имел ли этот символ название и какое-то особое значение среди СС. Один из ряда древних европейских фигур, присвоенных нацистами в попытке изобрести идеализированное «арийское/нордическое» наследие.
Сам термин «чёрное солнце» появился в сочинениях основателя эзотерического гитлеризма Мигеля Серрано и бывшего эсэсовца Вильгельма Ландига. Ландиг формирует концепцию «чёрного солнца» как графического символа, заменяющего свастику и мистического источника энергии для возрождения «арийской расы». Название «чёрное солнце» применительно к данному символу стало широко использоваться после публикации в 1991 году оккультного романа-триллера «Чёрное солнце Таши Лунпо», написанного автором под псевдонимом Рассел МакКлауд. Книга связывает мозаику Вевельсбурга с неонацистской концепцией «чёрного солнца», изобретенной Ландигом.
Среди сторонников превосходства «белой расы» особенно популярна одна версия Sonnenrad: два концентрических круга с кривыми лучами, исходящими от внутреннего круга к внешнему. Часто сторонники превосходства «белой расы» размещают в центре внутреннего круга другой символ ненависти, включая свастику.

## Нацистская Германия

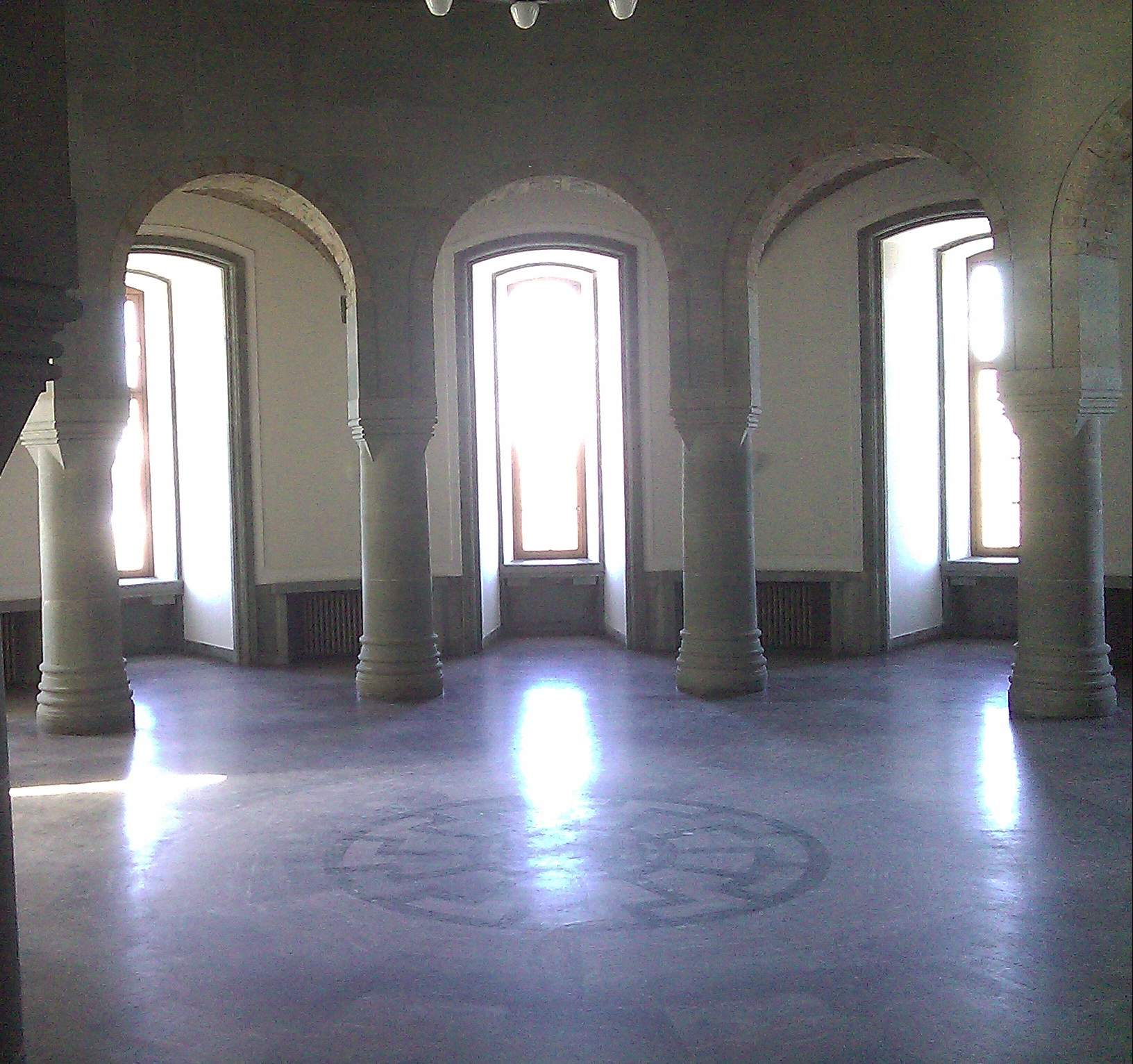
Зал обергруппенфюреров в замке Вевельсбург, Германия

В нацистской Германии к понятию «чёрного солнца» добавился пангерманский смысл, оно было введено в оборот Карлом Вилигутом. Эмиль Рюдегер и Рудольф Мунд объясняли, что свет «чёрного солнца» придавал нордической расе особенные способности, и привлекали германскую мифологию, в которой упоминался бог молний Фарбаути. Так как теперь небесное тело «чёрное солнце» уже нельзя увидеть, так как оно потеряло свою силу, то узреть его могут только высокодуховные личности, прибегающие для этого к медитации и массажу зобной железы. Непосвящённые, которые видели «чёрное солнце», становились безумными.
В 1933 году рейхсфюрер СС Генрих Гиммлер приобрёл замок Вевельсбург в Германии. Гиммлер намеревался превратить это здание в центр СС, и между 1936 и 1942 годами он приказал расширить и перестроить здание для церемониальных целей. В результате реконструкции Гиммлера на белом мраморном полу северной башни здания, в зале обергруппенфюреров появляются символ из двенадцати темно-зеленых радиально расположенных рун зиг, таких, как на эмблеме СС. Николас Гудрик-Кларк описывает этот «уникальный дизайн солнечного колеса СС» как «чёрный диск, окруженный двенадцатью радиальными рунами зиг».
Значение изображения в Вевельсбурге остаётся неизвестным. Учёные предполагают, что художник мог черпать вдохновение в мотивах на декоративных дисках Меровингов (орнаментальный диск). Гудрик-Кларк отмечает: «было высказано предположение, что это солнечное колесо с двенадцатью спицами восходит к декоративным дискам Меровингов периода раннего Средневековья и должно представлять видимое солнце или его прохождение через месяцы года. Эти диски обсуждались в научных публикациях во времена Третьего рейха и вполне могли послужить образцом для дизайнеров Вевельсбурга».

## Послевоенный период
В 1984 году Серрано опубликовал книгу под названием «Адольф Гитлер: „Последний аватара“» (Adolf Hitler, el ultimo avatara), которую посвятил «прославлению фюрера Адольфа Гитлера». В этой книге он пишет о существовании заговора, уходящего корнями в глубокую древность, направленного на замалчивание истинного происхождения человечества. Так, по его мнению, в Александрийской библиотеке были уничтожены документы, относящиеся к существованию в Первой Гиперборее живых существ из других галактик. Первая Гиперборея была духовным государством, и не попала под власть демиурга, который создал неандертальцев, с бессмысленной целью дальнейшего бесконечного размножения на земле. Гиперборейцы же не подвержены цикличности, и после своей смерти возвращаются на Землю в виде бодхисаттв только при желании. Примордиальные гиперборейцы воспроизводились с помощью духовной проекции, сила Вриль помогала им управлять, свет «чёрного солнца» тёк по их венам, а видели они с помощью третьего глаза.
У Серрано «чёрное солнце» — традиционное небесное тело. Ландиг же трансформирует символ «чёрного солнца» в пурпурный символ тайной всемирной сети членов СС, тайная империя которых лежит, по его мнению, в Тибете.

### Роман Рассела МакКлауда
В опубликованном в 1991 году под псевдонимом Рассел МакКлауд политическом триллере «Чёрное солнце Таши Лунпо» понятие «чёрное солнце» переносится на 12-конечную свастику, изображённую на напольной мозаике «Зала обергруппенфюреров» в Вевельсбурге. Центральное значение замка Вевельсбург для романа становится очевидным, если взглянуть на титульный лист первого издания, на котором как раз и изображён «Зал обергруппенфюреров» замка Вевельсбург с 12-конечной свастикой на переднем плане.
Роман очаровывал правую публику, его называли «библия в наших кругах». В апреле 1992 года он был назван «книгой месяца» в «Nation und Europa». Эйфория по поводу «чёрного солнца» продолжается до настоящего времени. Развился рынок утвари в стиле «чёрного солнца». Первым изделием на нём стали так называемые «Thule-Watch» с «чёрным солнцем» в качестве циферблата.

## Современность
После 1991 года «чёрное солнце» используется как эмблема у многочисленных неонацистских организаций, которые занимаются ариософией. Этот символ проникает в ультраправую музыку в Германии — от CD «In eine neue Zeit» тюрингского композитора Файта (Veit) до CD «Democrazy» группы «Staatsfeind». Песня с этого CD воспевает «чёрное солнце» в сопровождении воинственных призывов «Возьмите Чёрное солнце и покажите его миру как знак нашей свободы…». Как крайние формы пристрастия к этому символу можно указать фолькиш-сатанистов из Чёрного ордена Люцифера (Schwarzer Orden von Luzifer), адепты которого ссылаются на учение Карла Марии Вилигута и его ученика Эмиля Рюдигера и сочетают «чёрные искусства с дьявольским ирминизмом», и Приорат «Чёрного солнца» с соответствующей эмблемой, замок Вевельсбург представлялся им как «Чёрно-магический замок Грааля».
«Чёрное солнце» и «мёртвая голова» встречаются в праворадикальных экстремистских сообществах в Рунете значительно чаще, чем свастика.
«Чёрное солнце» играет ключевую роль в компьютерной игре Wolfenstein 2009 года. По сюжету нацисты в Айзенштадте проводят эксперименты с энергией измерения «чёрного солнца», чтобы создать на её основе сверхоружие и переломить ход Второй мировой войны, однако этому противостоит главный герой игры, Уильям Джозеф «Би-Джей» Бласковиц.
Во время массового убийства в мечетях Крайстчерча на бронеразгрузке (плитнике) стрелка Брентона Тарранта был наклеен патч с изображением «чёрного солнца».

Символы «чёрное солнце» и «идея нации» (вариант символа вольфсангель)[19][20][21] на эмблеме подразделения «Азов» Национальной гвардии Украины в 2014—2015 годах
«чёрное солнце» и звезда Техаса на одном из флагов американской неонацистской организации «Авангард Америка» (создана в 2015)
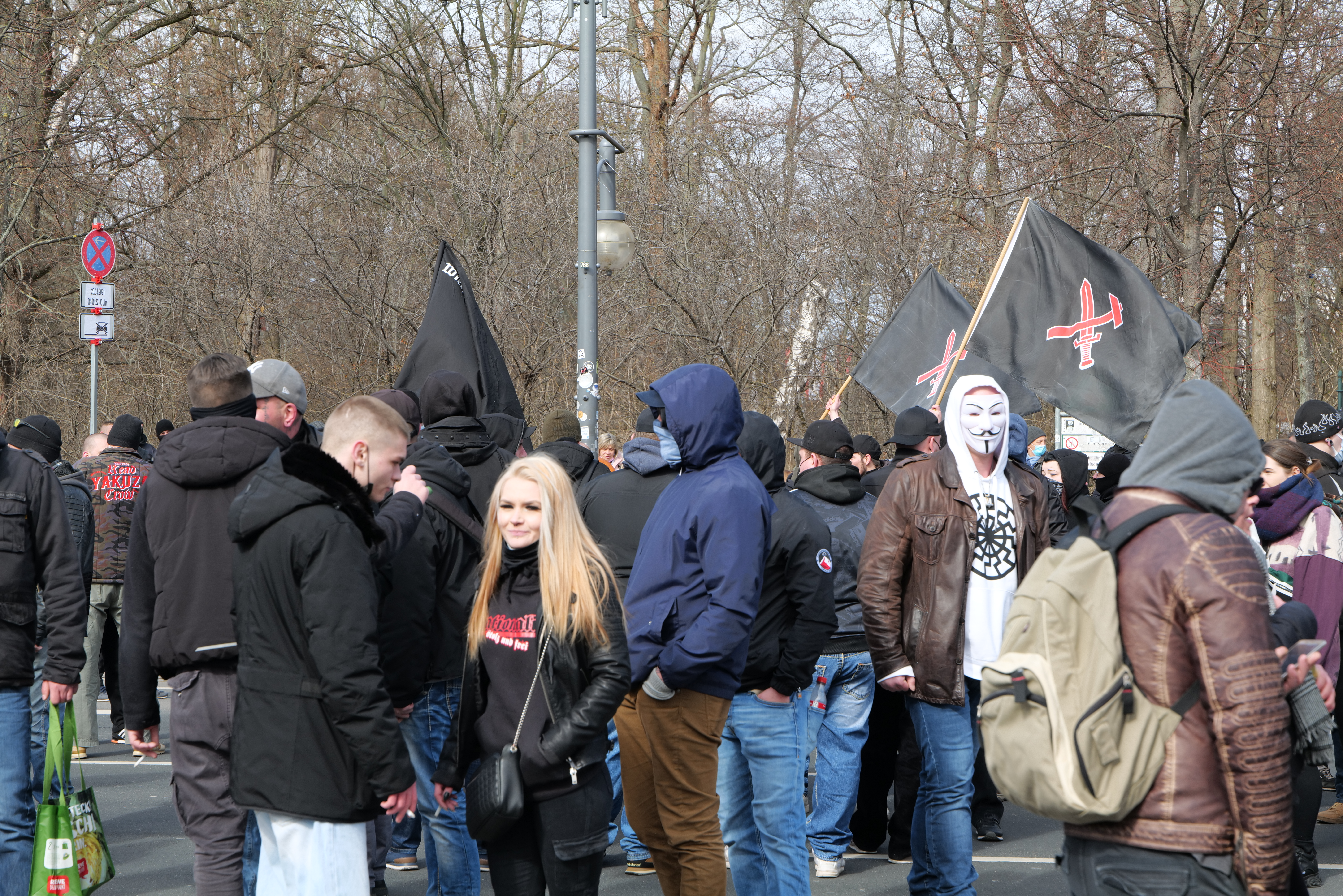
Демонстрация неонацистов и др. в Берлине 20 марта 2021 года
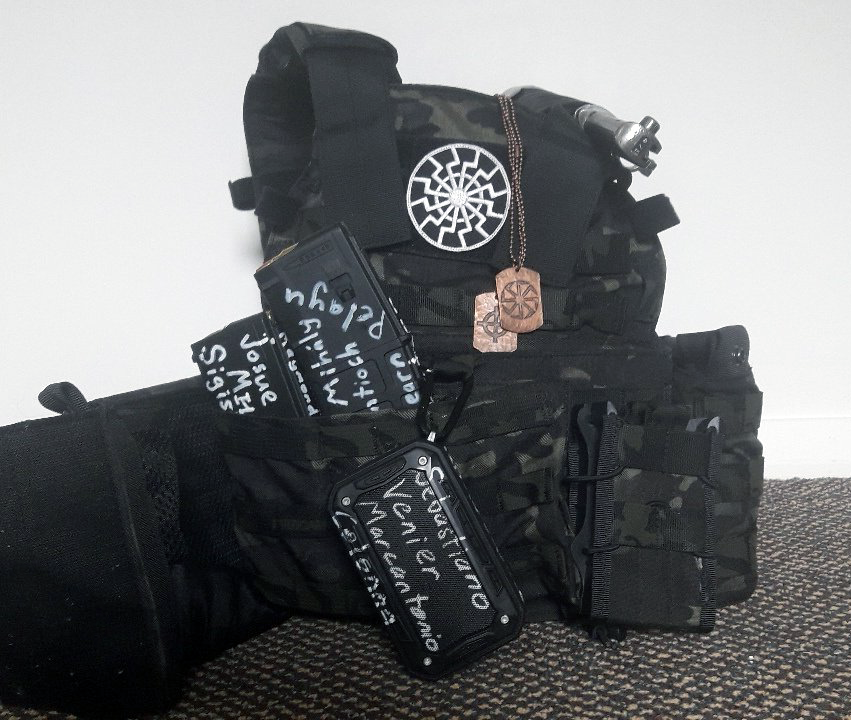
Бронеразгрузка Брентона Тарранта, которая была на нём во время совершения им массового убийства в мечетях Крайстчерча; с «чёрным солнцем», «коловратом» и кельтским крестом.